# Selina Chönz
Selina Chönz (Samedan, 4 ottobre 1910 – Samedan, 17 febbraio 2000) è stata una scrittrice svizzera di libri per ragazzi.
La sua opera più nota è Una campana per Ursli, uscita nel 1945 ed illustrata dall'artista connazionale Alois Carigiet.

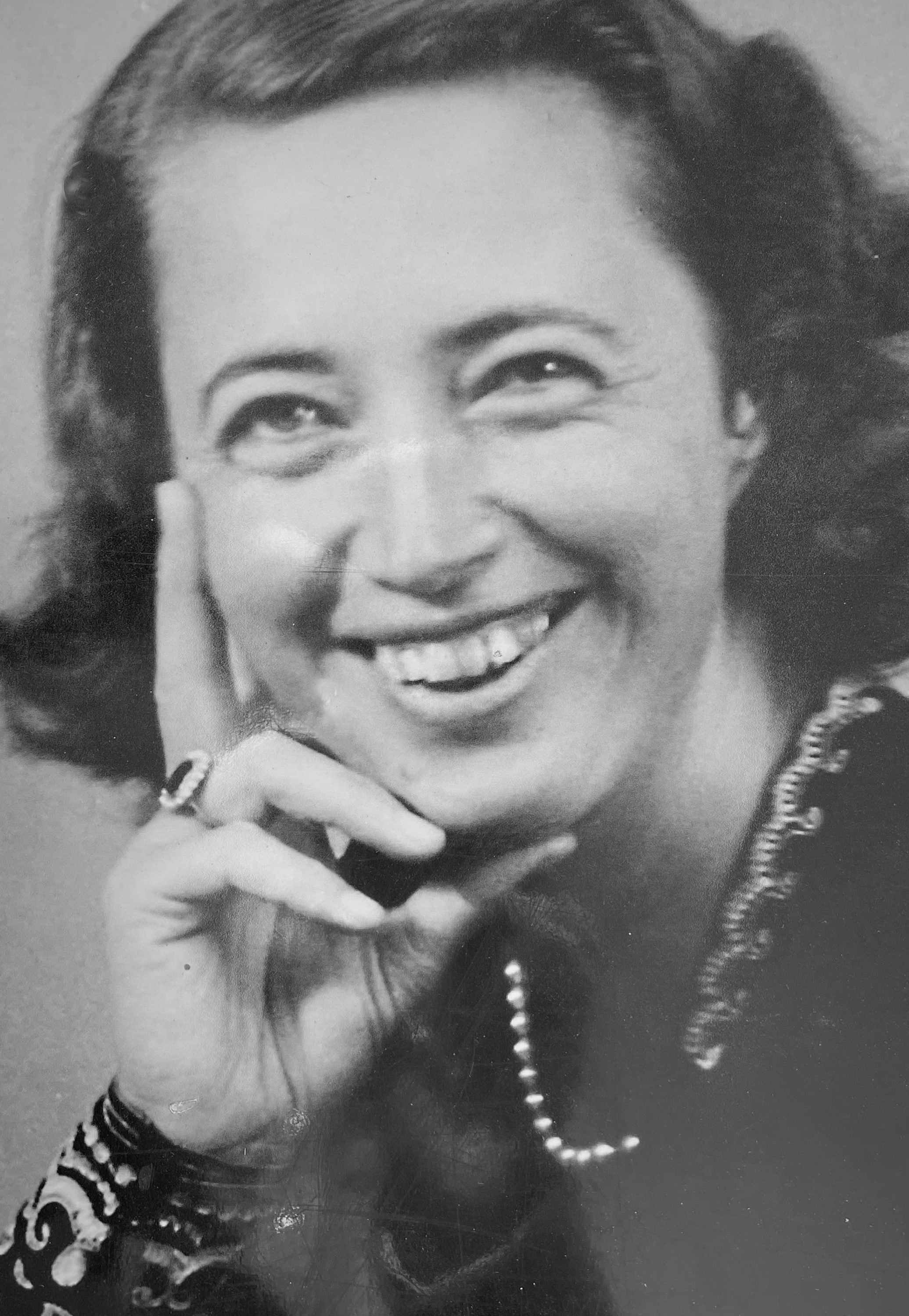
Selina Chönz

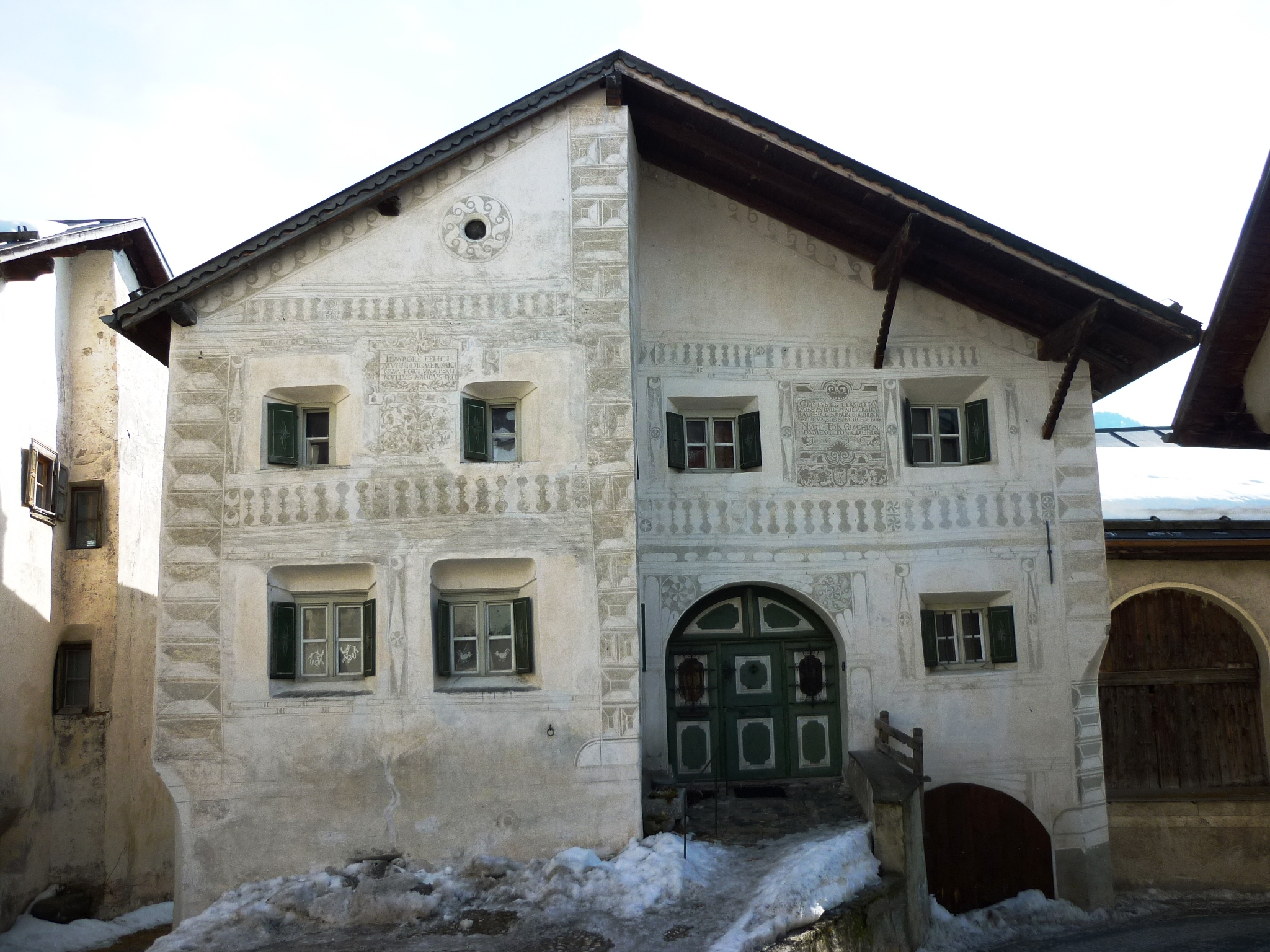

## Biografia

### Gli inizi
Nata nel Cantone Grigioni, in Engadina, compì a Berna gli studi per insegnante d'asilo. Fece ritorno in Engadina dopo lunghi soggiorni-studio a Losanna e ad Oxford per l'apprendimento delle lingue straniere.

Dopo la seconda guerra mondiale, Selina Chönz cominciò a scrivere e pubblicare libri per ragazzi; ed è proprio nel 1945 che pubblicò il suo libro più noto, Una campana per Ursli.

### Una campana per Ursli

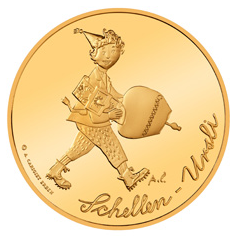

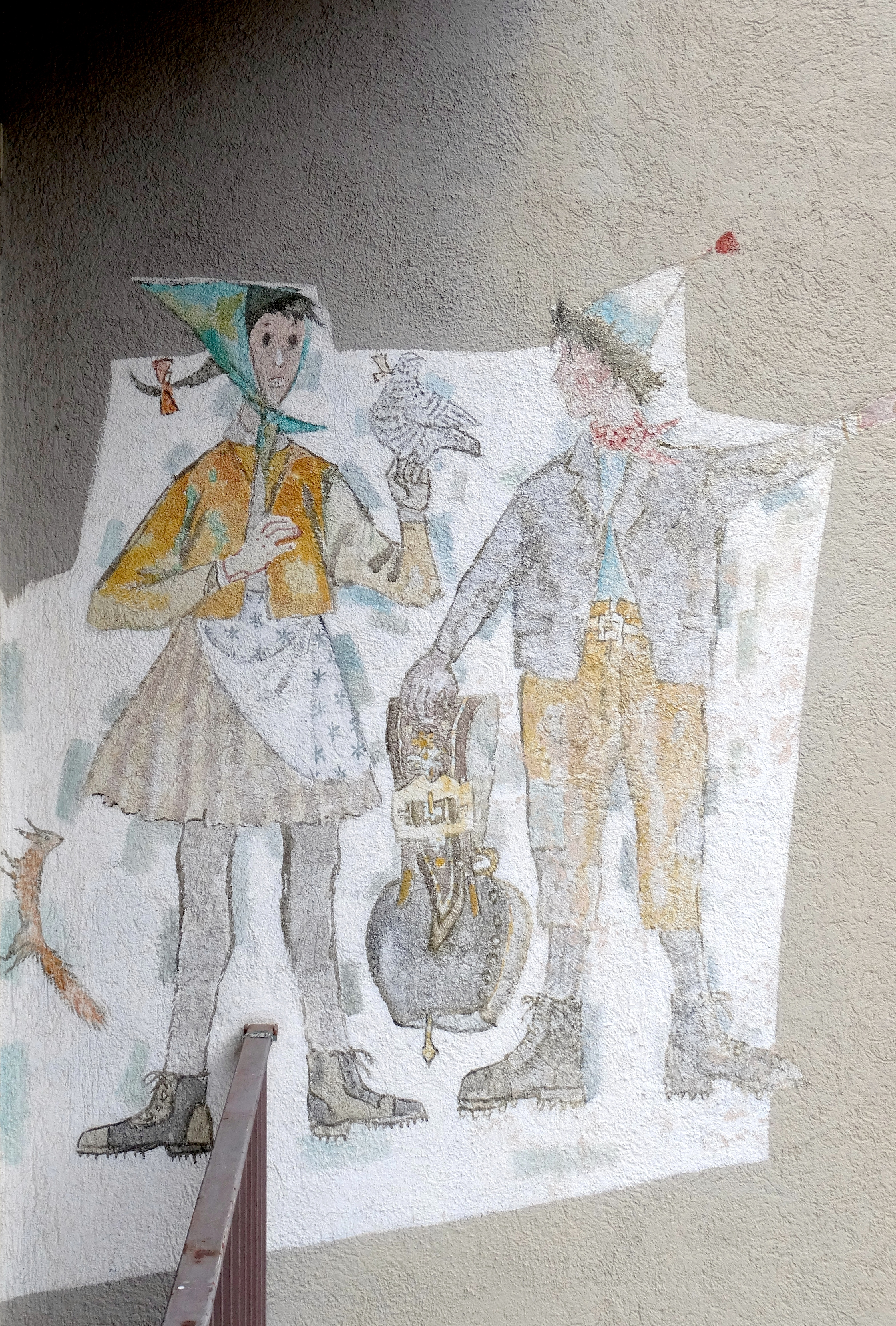

Uscito nel 1945 in romancio puter (quello parlato nell'Alta Engadina) con il titolo Uorsin, Una campana per Ursli venne tradotto dapprima in tedesco (Schellen-Ursli) e poi in molte altre lingue, tant'è che ha venduto più di un milione di copie in tutto il mondo.
Protagonista del libro è Ursli, bambino engadinese che, come tutti gli altri, vuole festeggiare il Chalandamarz. Ma, dopo che tutti i ragazzi del suo villaggio si erano procurati già una campana da suonare per scacciare gli spiriti dell'inverno, Ursli si accorge che per lui è rimasta solo la più piccola campanella del paese. Allora, per non sfigurare, si ricorda di una grossa campana appesa ad un fienile d'alta montagna. Si mette quindi in cammino tutto solo e, superando ogni sorta di difficoltà, avanza nella neve salendo fino alla cima del monte e riesce a prendere la campana. Così, al momento di sfilare attorno alla fontana del villaggio, Ursli, con la campana più grande del paese, diventa l'eroe della giornata.
Il libro è inoltre impreziosito dalle illustrazioni dell'artista svizzero Alois Carigiet, che ha così contribuito al successo della storia, facendo in tal modo conoscere anche in modo visivo la festa popolare romancia del Chalandamarz.

Ben presto Una campana per Ursli divenne uno dei libri illustrati svizzeri più famosi e diffusi del mondo.

### Altre attività
Selina Chönz proseguì la sua attività scrivendo altri libri per ragazzi, sempre illustrati da Alois Carigiet e pubblicando novelle, sia in romancio che in tedesco.

## Opere

### Libri
- Una campana per Ursli (1945, Uorsin in romancio, Schellen-Ursli in tedesco), illustrato da Alois Carigiet
- Flurina (1952, Flurina und das Wildvöglein in tedesco), illustrato da Alois Carigiet
- La grande nevicata (1957, Der grosse Schnee in tedesco), illustrato da Alois Carigiet

### Novelle
- La chastlauna (1940, La castellana)
- Il purtret da l'antenat (1943, Il ritratto dell'antenato)
- La scuvierta da l'orma (1950, La scoperta dell'anima), raccolta di novelle